# Michael Putney
Michael Ernest Putney (ur. 20 czerwca 1946 w Gladstone, zm. 28 marca 2014) – australijski duchowny rzymskokatolicki, w latach 2001-2014 biskup diecezjalny Townsville. 

## Życiorys
Święcenia kapłańskie przyjął 28 czerwca 1969 w archidiecezji Brisbane, udzielił ich mu Henry Joseph Kennedy, ówczesny biskup pomocniczy Brisbane. 31 maja 1995 sam został mianowany na to stanowisko, decyzją papieża Jana Pawła II. Jako stolicę tytularną otrzymał Mizigi. Sakry udzielił mu 27 lipca 1995 ówczesny arcybiskup metropolita Brisbane, John Bathersby. 24 stycznia 2001 papież powierzył mu stanowisko biskupa ordynariusza Townsville. Jego ingres do tamtejszej katedry odbył się 27 marca 2001. 